# Maurice Iweins d’Eeckhoutte
Maurice Iweins d’Eeckhoutte  (*  20. Dezember 1904 in Ypern; † 22. Januar 1976 in Uccle/Ukkel) war ein belgischer Diplomat.

## Leben
Maurice Iweins d’Eeckhoutte war der Sohn von Madeleine de Peellaert (* 1873; † 1947) und Henri Iweins d’Eeckhoutte (* 1864; † 1936) Er studierte Rechtswissenschaft an der Katholieke Universiteit Leuven, trat 1933 in den auswärtigen Dienst, heiratete am 22. Februar 1933 in London Sophie-Edwige de Wrobleska (* 1907) ihre Kinder waren Sybille Iweins d’Eeckhoutte und Benoît Iweins d’Eeckhoutte.
1936 war er Geschäftsträger in Tokio. Von 1952 bis 1955 war er Generalkonsul in Chicago, von 1955 bis 1960 in New York City. 1960 war er Botschafter in Kairo. Ägypten war zu dieser Zeit Teil der Vereinigten Arabischen Republik.
Truppen der VAR waren an der Operation der Vereinten Nationen in Kongo beteiligt. Am 13. September 1960 erklärte das VAR Kontingent es betrachtet die Regierung der Demokratischen Republik Kongo als die einzige Autorität, die das Recht besitzen würde das Land zu kontrollieren und entzog sich dem Befehl der Vereinten Nationen. Am 31. Oktober 1960 kamen drei Kinder von Patrice Lumumba nach Kairo. Im November 1960 wurde Murad Ghalib, der Gesandte der Vereinigten Arabischen Republik, aus der Demokratischen Republik Kongo ausgewiesen. Al-Ahram behauptete, die Ausweisung sei durch die belgische Regierung veranlasst und bezeichnete Joseph Kasavubu und Mobutu Sese Seko als Puppen, die sich entsprechend der belgischen Fingerspiele bewegten.
Im Juni und November 1960 stellte  die ägyptische Regierung die Companie d'Electricité du Caire, die Cairo Electric Railways and Heliopolis Oases Company und die Societe Anonyme des Tramways du Caire unter die Kontrolle der Kommunalverwaltung. Damit wurde eine hauptsächlich belgische Eigentümerschaft am kommunalen öffentlichen Transportwesen in Ägypten beendet. Durch eine Reihe von Gesetzen verstaatlichte die ägyptische Regierung zum 1. November 1960 die Banque Belge et Internationale en Egypte (Belginter) und unterstellte einen Großteil der weiteren belgischen Direktinvestitionen unter die Aufsicht der Zollbehörde. Die Banque Belge et Internationale en Egypte und die National Bank of Egypt waren bei der Ägyptisierung der ausländischen Großbanken  1957 nicht erfasst worden. Am 2. Dezember 1960 wurde Eeckhoutte von der belgischen Regierung angewiesen, seinen starken Protest gegen die Verstaatlichung anzubringen. Am 3. Dezember 1960 hatte Eeckhoutte bei Außenminister Mahmoud Fazi einen Termin und am 6. Dezember 1960 wurde Eeckhoutte für sieben Minuten beim stellvertretenden Außenminister der VAR, Hussein Dhu-al-Fiqâr Sabri empfangen. Nach dem Verschleppen von Patrice Lumumba,  wurden die belgischen Botschaften in Kairo und Jakarta verwüstet und in Brand gesteckt. Am 25. Februar 1961 unterbrach die belgische Regierung ihre diplomatischen Beziehungen zur Regierung von Gamal Abdel Nasser.
Vom 15. Dezember 1962 bis 31. Dezember 1970 war er Generalsekretär der Westeuropäischen Union.